# Denkaosan Kaovichit

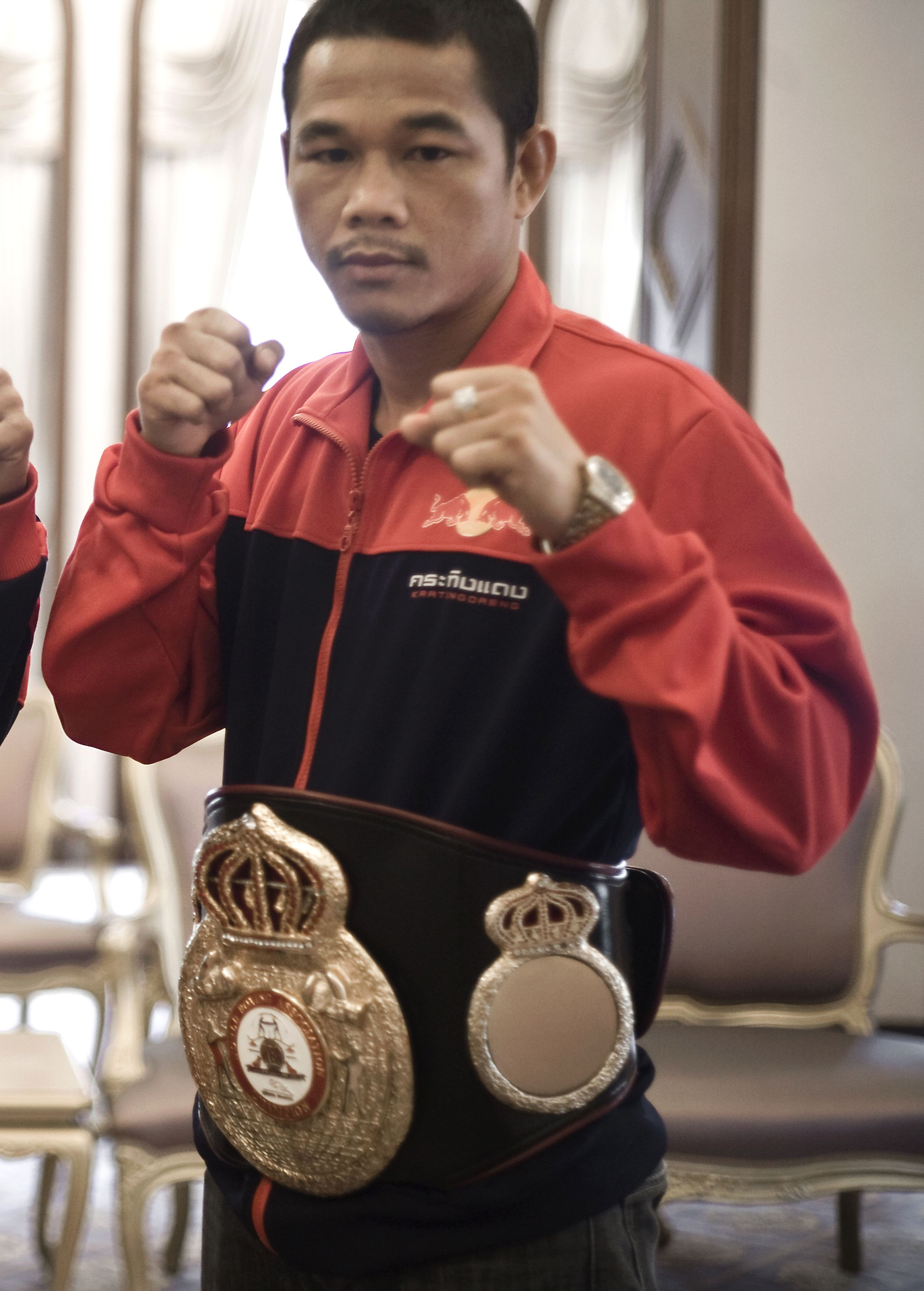
Denkaosan Kaovichit (2009)

Denkaosan Kaovichit (* 23. August 1976 in Ko Samui, Thailand) ist ein thailändischer Boxer im Fliegengewicht.

## Profikarriere
Bereits in seinem Profidebüt boxte Kaovichit in einem auf 12 Runden angesetzten Kampf um den PABA-Titel und siegte durch einstimmigen Beschluss. Diesen Gürtel verteidigte er mehrere Male. Am 31. Dezember 2008 kämpfte er gegen Takefumi Sakata um die WBA-Weltmeisterschaft und gewann durch klassischen K. o. in Runde 2. Diesen Gürtel verteidigte er insgesamt zweimal und verlor ihn am 7. Februar 2010 an Daiki Kameda durch Knockout.  